# 国際カイロプラクティックカレッジ
国際カイロプラクティックカレッジ（こくさいカイロプラクティックカレッジ、英語: International Chiropractic College 、略称:ICC）は、大阪府東大阪市にあるカイロプラクティックの教育を行う養成学校（いわゆる無認可校）である。2021年7月31日に廃業。

## 概要
1967年に瓢箪山健康道場として開校し、1984年に日本電療医学院となり、さらに1987年に全日2年制の国際カイロプラクティック専門学院（ICIC）に改名した。その後、1993年に全日３年制に移行し、2005年に現在の国際カイロプラクティックカレッジ（ICC）に名称変更し、日本では3番目にカイロプラクティックの国際基準（「国際基準」については後述）の教育を行った学校である。
2006年から国際基準校として4年制のプログラム(4527時間)に移行し、Dr.クレインハンスが学長に就任。
国際カイロプラクティックカレッジを含め、日本のカイロプラクティック教育機関は日本の学校教育法に基づく大学ではなく、発行される学位も日本の学校教育法に基づくものではない。
2021年7月31日に廃業。

## コース
カイロプラクティック国際基準学科（本科）とカイロプラクティック学士課程（CSCプログラム）の二つのコースを有する。
卒業時には、全日４年制である本科では、Bachelor of Chiropractic Science(BCSc)の卒業証書、カイロプラクティック学士課程ではBachelor of Chiropractic Scienceの修了証が授与される。これらの称号は、国際カイロプラクティックカレッジと提携をもつオーストラリア政府承認（現在申請中）の代替医療海外教育事業機関Institute of Therapeutic Manipulation Pty.Ltd.によって認定される。

## カイロプラクティックの「国際教育基準」
カイロプラクティック教育に関しては、日本には公認された教育制度は存在しない。また、国内に公的な教育制度を持たない日本のような国に適用されるような国際的に統一された公的な教育の基準は存在しない。
国際連合の専門機関である世界保健機関（WHO）は、2005年に、各国がカイロプラクターの試験や免許制度を設ける際に要求する訓練のモデルなどを示した『カイロプラクティックの基礎訓練と安全性に関するガイドライン』（WHO guidelines on basic training and safety in chiropractic）を作成し、公表している。ただし、これは各国が試験や免許制度を定める際の参考資料として作成されたものであって、このガイドラインを満たす教育に対してWHOが直接的に何らかの認定を行うものではない。
日本のカイロプラクティック業界の民間団体である日本カイロプラクターズ協会（JAC）では、会則の細則において「国際教育基準のカイロプラクティック大学」を以下のように定義している。
| 「          | 国際教育基準のカイロプラクティック大学とは、WFCで認知されたリストに載るカイロプラクティック大学であり、各地域のカイロプラクティック教育審議会（以下CCE）認可、あるいは正式に書類での申請段階にある大学をいう。 | 」 |
| —会則・倫理 | |    |

国際カイロプラクティックカレッジは、JACが上記のように規定する意味での「国際教育基準」を満たす学校であるが、JACが加盟しているWFCが2009年10月28日に発表した日本のカイロプラクティック教育機関のリストにはまだ掲載されていない。現在、国際カイロプラクティックカレッジ学長のDr.クレインハンスによって認可申請準備が進められている。
なお、カイロジャパンどっとCOMなどの民間のサイトにおいては、「国際基準校」という語が「国際教育基準のカイロプラクティック大学」と同義で用いられている。

## 沿革
- 1967年 - 瓢箪山健康道場として、大阪府東大阪市神田町に開校。
- 1977年 - 大阪府東大阪市菱江に移転。
- 1984年 - 日本電療医学院に名称変更。
- 1986年 - 大阪府東大阪市水走に移転。
- 1987年 - 国際カイロプラクティック専門学院として開校し、国内初の全日2年制のコースを設置。
- 1990年 - 附属クリニカルセンターの開設。
- 1993年 - 国内初の全日3年制に移行。
- 2005年 - 国際カイロプラクティックカレッジに名称変更。
- 2006年 - 国内3番目の国際基準校として全日4年制のプログラムに移行。
- 2021年 - 7月31日廃業